# Lentinellus cochleatus
Lentinellus cochleatus là một loài nấm sống trên gỗ. Đây là loài nấm ăn được với có mùi thơm.